# Carl Borm
Carl Borm (10 de Agosto de 1911 - 19 de Maio de 1995) foi um comandante de U-Boot que serviu na Kriegsmarine durante a Segunda Guerra Mundial.